# Медицинский туризм в Израиле
Медици́нский тури́зм в Израиле — международный бизнес, являющийся нишей в индустрии туризма и здравоохранения страны Израиль. Израиль - одна из стран с наиболее развитым медицинским туризмом; годовой оборот медицинского туризма в Израиле составляет 1,5 млрд шекелей. В 2018 году Израиль принял закон о регулировании медицинского туризма (недоступная ссылка).
По приблизительным оценкам ежегодно в Израиль приезжают на лечение 30 000 пациентов из-за рубежа, около 80 % из которых — онкологические больные. Суммарно годовой доход израильских больниц от медицинского туризма оценивается в 500 миллионов шекелей.
Популярность медицинского туризма в Израиле — это следствие высокого уровня израильской медицины и относительно низких, по сравнению с другими развитыми странами, цен на медицинские услуги.
Большинство медицинских туристов — это граждане России, стран бывшего Советского Союза, Восточной Европы (Болгария, Румыния, Польша), а также соседних Республики Кипр, Иордании и Турции. Пациенты, приезжающие на лечение в Израиль из США, как правило, не имеют медицинской страховки на родине.
Вследствие общего глобального увеличения количества онкобольных в мире, медицинский туризм онкобольных в Израиль также пользуется популярностью. Это в первую очередь связано с тем, что уровень заболеваемости жителей Израиля раковыми заболеваниями достаточно большой. В связи с этим государство выделяет огромные средства на научные исследования в онкологии, направленные на нахождение новых эффективных способов борьбы с ним. Практические каждый год учёные Израиля предлагают новые методики и инновации, направленные на эффективную борьбу с раковыми заболеваниями, среди которых: кибер-ножи для неинвазивного лечения, специализированные медицинские роботы «Да Винчи», интраоперационная радио- и химиотерапия.

## Система медицинского туризма в Израиле
Отделы международного туризма при крупных больницах страны существуют с 1970-х годов. Сегодня отделы медицинского туризма действуют при больницах Сорока, Шиба, Хадасса, Ихилов, Рамбам, Вольфсон, Меир, Герцлия Медикал Центр, Асаф ха-Рофэ, Левенштейн, а также при частных больницах и поликлиниках.
Любой медицинский центр в Израиле имеет право продавать медицинские услуги туристам. Расценки на такие услуги в государственных больницах устанавливаются Министерством здравоохранения Израиля, и предоставлены в открытом доступе на сайте министерства. В среднем, тарифы для иностранных граждан на 50 % выше, чем для граждан Израиля. Министерство здравоохранения Израиля не контролирует цены на медицинские услуги, предоставляемые туристам в частных больницах или поликлиниках.
Работа с иностранными гражданами в государственных больницах организована по тому же принципу, что и работа с гражданами страны, желающими получить медицинские услуги частным образом. Несмотря на расширенные возможности, существуют и ограничения на «частную практику»: такие услуги предоставляются в определённые часы, не превышают определённого процента активности больницы и т. д. Например, в больнице Хадасса число «частных» операций не должно составлять более 20 % от общего числа проводимых операций.
В Минздраве Израиля объясняют, что основной задачей системы здравоохранения является обеспечение медицинскими услугами граждан страны. Медицинские центры и больницы обязаны соблюдать равные права всех пациентов, в частности, при назначении очереди к врачу. Поэтому в государственных больницах не разрешается отдавать предпочтение пациентам за дополнительную оплату. Эти правила распространяются и на пациентов из-за рубежа.
Уполномоченный координатор Минздрава Израиля отвечает за соблюдение принципов равного отношения ко всем пациентам, независимо от того, платят ли они за услугу и откуда они приехали. В то же время Минздрав Израиля признаёт, что полный контроль над соблюдением этих правил невозможен ни в частных, ни даже в государственных больницах. В Минздраве Израиля не располагают точными данными о доходах больниц от медицинского туризма и количестве пациентов, приезжающих на лечение из-за рубежа.
На сегодняшний день в Израиле отсутствует единый центр координации медицинского туризма.

## Крупнейшие медицинские центры
10 крупнейших медицинских центров Израиля (по количеству койко-мест) согласно независимому каталогу Dun & Bradstreet Israel
- Медицинский центр имени Хаима Шиба
- Медицинский центр имени Ицхака Рабина
- Медицинский центр имени Сураски
- Реабилитационный центр Левенштейн
- Сорока (больница)
- Медицинский центр Рамбам
- Больница Хадасса
- Медицинский центр Асаф ха-Рофэ
- Больница Вольфсон
- Герцлия Медикал Центр

## Лечение на Мёртвом море
Лечение на Мёртвом море является частью индустрии медицинского туризма в Израиле. Уникальные климатические особенности Мёртвого моря привлекают туристов со всего мира. Многолетняя практика и научные исследования доказали эффективность лечения на Мёртвом море больных псориазом, лёгочными расстройствами, а также хроническими заболеваниями суставов.
Для граждан Германии лечение на Мёртвом море может покрываться медицинской страховкой, что стимулирует поток немецких туристов в Израиль.